# Norway (Iowa)
Norway es una ciudad ubicada en el condado de Benton en el estado estadounidense de Iowa. En el Censo de 2010 tenía una población de 545 habitantes y una densidad poblacional de 471,81 personas por km².

## Geografía
Norway se encuentra ubicada en las coordenadas 41°54′8″N 91°55′22″O / 41.90222, -91.92278. Según la Oficina del Censo de los Estados Unidos, Norway tiene una superficie total de 1.16 km², de la cual 1.16 km² corresponden a tierra firme y (0%) 0 km² es agua.

## Demografía
Según el censo de 2010, había 545 personas residiendo en Norway. La densidad de población era de 471,81 hab./km². De los 545 habitantes, Norway estaba compuesto por el 97.98% blancos, el 0.55% eran afroamericanos, el 0.37% eran amerindios, el 0.18% eran asiáticos, el 0% eran isleños del Pacífico, el 0.18% eran de otras razas y el 0.73% pertenecían a dos o más razas. Del total de la población el 0.37% eran hispanos o latinos de cualquier raza.